# فيدل أمبريز
فيدل دانيال أمبريز غونزاليس (من مواليد 21 مارس 2003) هو لاعب كرة قدم مكسيكي محترف يلعب كلاعب خط وسط دفاعي لنادي ليون.